# Dendropaemon fractipes
Dendropaemon fractipes är en skalbaggsart som beskrevs av Felsche 1909. Dendropaemon fractipes ingår i släktet Dendropaemon och familjen bladhorningar. Inga underarter finns listade i Catalogue of Life.